# Zúñiga
Zúñiga – gmina w Hiszpanii, w prowincji Nawarra, o powierzchni 15,81 km². W 2011 roku gmina liczyła 108 mieszkańców.